# Moravška dolina
Moravška dolina je dolina v zahodnem delu Posavskega hribovja.

## Lega na značilnosti
Moravška dolina je zahodni podaljšek Laške sinklinale z mladoterciarnimi kamninami proti sredini. Na severu jo obdajata Limbarska gora (773 mnm) in Veliki vrh (763 (mnm), na jugu pa niz stmih hribov in sicer Trojica (530 mnm), Murovica (743 mnm), Cicelj (836 (mnm), Slivna (880 mnm). V nižinah prevladujejo glinaste peščene miocenske plasti s precej plodno prstjo. Za del doline med Goro pri Pečah in Gorjušo pri Dobu je značilen (Moravški) osameli kras, ki se je razvil v triasnih apnenčevo-dolomitnih skladih. Značino za Moravški kras so zlasti vrtače. Gre za okoli 15 km dolg pas kraškega sveta v katerem so odkrili tudi okoli 70 znanih manjših jam. Za obisk pa je opremljena samo Železna jama pri Gorjušah.  Na jugu zapira dolino apnenec  dolomita Litijske antiklinale. V dolini Rače, pa so od Moravč do Doba odkrili plasti premoga. Med naseljema Češnjice in Rudnik izvira Rača, ki odmaka vodo s spodnjega dela Moravške doline. Njeno korito je plitvo, ozko v vijugasto, ob močnem deževju pa pogosto prestopi bregove in zlasti v spodnjem reguliranem delu pogosto poplavja. V zgornjem delu doline teče Drtijščica, ki se mimo Moravč proti severozahodu prebija do zajeznega Gradiškega jezera in se nato izliva v Radomljo.
Po Moravški dolini je čez preval Kandrše v preteklosti potekala pomembna prometna pot proti Mediji in dalje proti Savinjski dolini, z zgraditvijo ceste po dolini Črnega grabna pa je izgubila nekdanji pomen. Osrednje naselje doline so Moravče.

## NOB
V času NOB je bila Moravška dolina eno najpomembnejših oporišč slovenskih partizanskih enot, izhodišče za diverzantske akcije na železniško progo in cesto Ljubljana - Celje ter prizorišče številnih bojev. Partizansko delovanje in razmah organizacij OF je okupator skušal zaustaviti s požigom v vasi in množičnim izganjanjem prebivalstva. Po uničenju okupatorjeve postojanke v Moravčah marca 1944 je bila Moravška dolina okoli 9 mesecev osvobojeno ozemlje. Nekaj časa je bila poglavitna zaledna baza 4. operarivne cone. V zimski ofenzivi 1944/1945 je sovražnik dolino ponovno zasedel.